# Oddział V Łączności
Oddział V Komendy Głównej Armii Krajowej – komórka organizacyjna Komendy Głównej Armii Krajowej. 
Oddział odpowiadał za łączności operacyjno-techniczną (w tym także produkcją sprzętu), planowanie i odbiór zrzutów, opiekę nad żołnierzami wojsk sprzymierzonych oraz służbę kurierską.
Organizacja i obsada personalna Oddziału w lipcu 1944 roku

Oddział V-O Łączności
- szef oddziału – zastępca szefa sztabu do spraw łączności i dowodzenia – ppłk dypl. Kazimierz Pluta-Czachowski „Kuczaba”
- dowódca Wojsk Łączności – zastępca szefa oddziału ds. łączności technicznej – ppłk Jerzy Uszycki „Ort”
- szef sztabu Dowództwa Wojsk Łączności – mjr łącz. Konrad Bogacki „Zaremba”
- Kierownictwo Odbioru Zrzutów – ppłk Konstanty Kułagowski „Rareż”
- Pułk Dyspozycyjny Komendy Głównej „Baszta” – ppłk Stanisław Kamiński „Daniel”

Oddział V-K Łączności Konspiracyjnej
- szef – Janina Karasiówna „Hanka”, „H.K.”
- Kancelaria Główna i Biuro Szyfrów – Janina Bredel „Marianka”
- Łączność Kurierska w Kraju
  - Okręgi zachodnie – S. Frolłowiczowa „Beata”
  - Okręgi wschodnie – Janina Tuwanówna „Ina”
- Łączność Kurierska Zagraniczna – Emilia Malessa „Marcysia”

Wydział V-S Zrzutów
- szef – ppłk Konstanty Kułagowski „Rabin”, „Rareż”
- zastępca – kpt. Janusz Zbrowski „Janusz”
- oficer personalny – ppor. Aleksander Szenajch „Roman”
- prokurator – ppor. Wincenty Orliński „Broniwój”
- kierowniczka poczty (sekretariatu) – Helena Ullman „Irena”
  - Referat Operacyjny – kpt. Janusz Zbrowski „Janusz”
  - Referat Odbioru – kpt. Zygmunt Milewicz „Róg”
  - Referat Ewakuacji Materiałowej – mjr Witalis Karnbaum „Biały”, „Witek”
  - Referat Ewakuacji Personalnej „Ewa-Pers” („ciotki”) – Michalina Wieszeniewska „Antosia”.

Oficerem Oddziału V Łączności KG AK był kpt. Aleksander Warchałowski.